# Castèlfranc
Castèlfranc (en francès Castelfranc) és un municipi francès situat al departament de l'Òlt i a la regió d'Occitània.
El municipi té Castèlfranc com a capital administrativa, i també compta amb l'agregat de lo Causse de Cosins.

## Demografia
| 1962                                       | 1968 | 1975 | 1982 | 1990 | 1999 | 2007 |
| ------------------------------------------ | ---- | ---- | ---- | ---- | ---- | ---- |
| 351                                        | 356  | 341  | 317  | 365  | 413  | 426  |
| Des de 1962: població sense dobles comptes |      |      |      |      |      |      |

## Administració
| Període   | Identitat      | Partit |
| --------- | -------------- | ------ |
| 1989-2008 | Roger Milhau   |        |
| 2008-     | André Bessière |        |